# Raphèle-lès-Arles
Raphèle-les-Arles est situé sur le territoire de la commune d'Arles entre Pont-de-Crau et Saint-Martin-de-Crau, dans les Bouches-du-Rhône (canton d'Arles-Est) au centre de la plaine de la Crau d’Arles, réputée pour la qualité de son foin, le foin de Crau qui bénéficie d’une AOP.

## Histoire
Le village s’est beaucoup développé depuis les années 1970 avec l’installation de plusieurs lotissements de villas. Il comptait, au dernier recensement[Quand ?], 2 756 habitants.

## Principales activités

### Agriculture
- Élevage traditionnel du mérinos d'Arles, mouton apprécié pour sa viande et pour sa laine.
- Élevage de chevaux et taureaux
- Foin de la Crau
- Écoserres Tomates Rougeline
- Moulin oléicole (Cravenco)

### Tourisme
- Position géographique en Arles, et Salon-de-Provence, les Alpilles et la mer Méditerranée.

### Commerces
- tabac presse
- boulangeries
- boucherie
- banque
- bureau de poste
- pharmacie
- fleuriste
- supérette
- station service (fuel)
- coiffeurs (3)
- esthéticienne
- auto-école
- restaurant
- bar(2)
- sonnailler

## Lieux et monuments
L’église Saint Genès. Les Raphèlois se sont rendus à l'église de Moulès jusqu'au milieu du XIXe siècle. La construction de l'église Saint-Genès de Raphèle fut terminée fin 1853. L'église actuelle possède un clocher et une façade de style roman, même si des éléments comme les statues de saint Genès et de saint Raphaël sont très récents. 

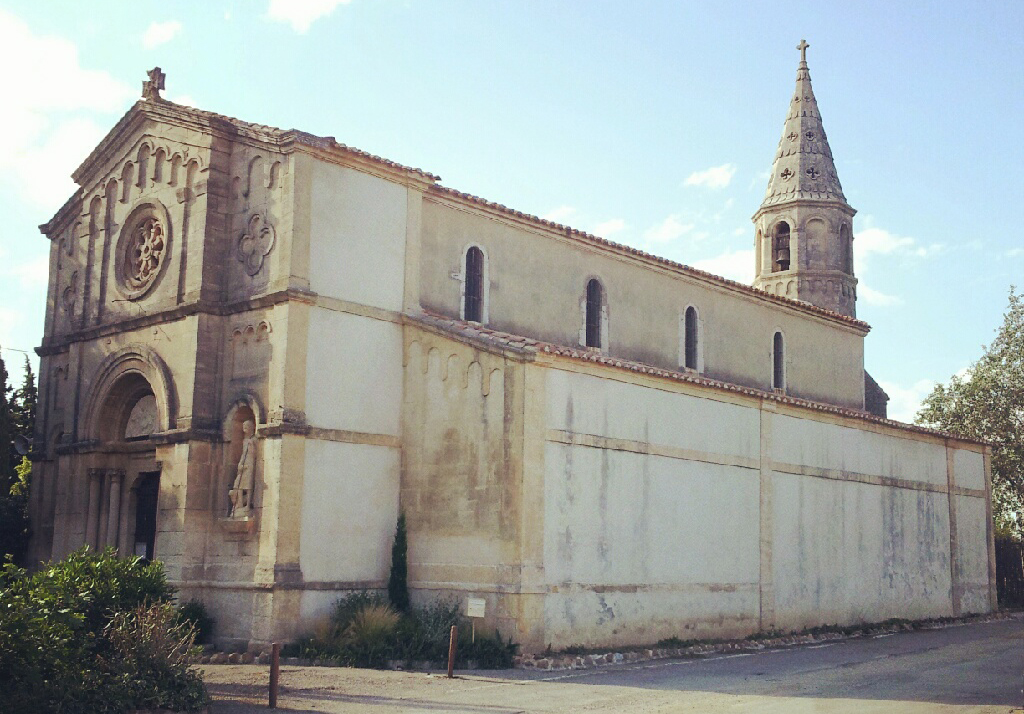
Église Saint-Genès.
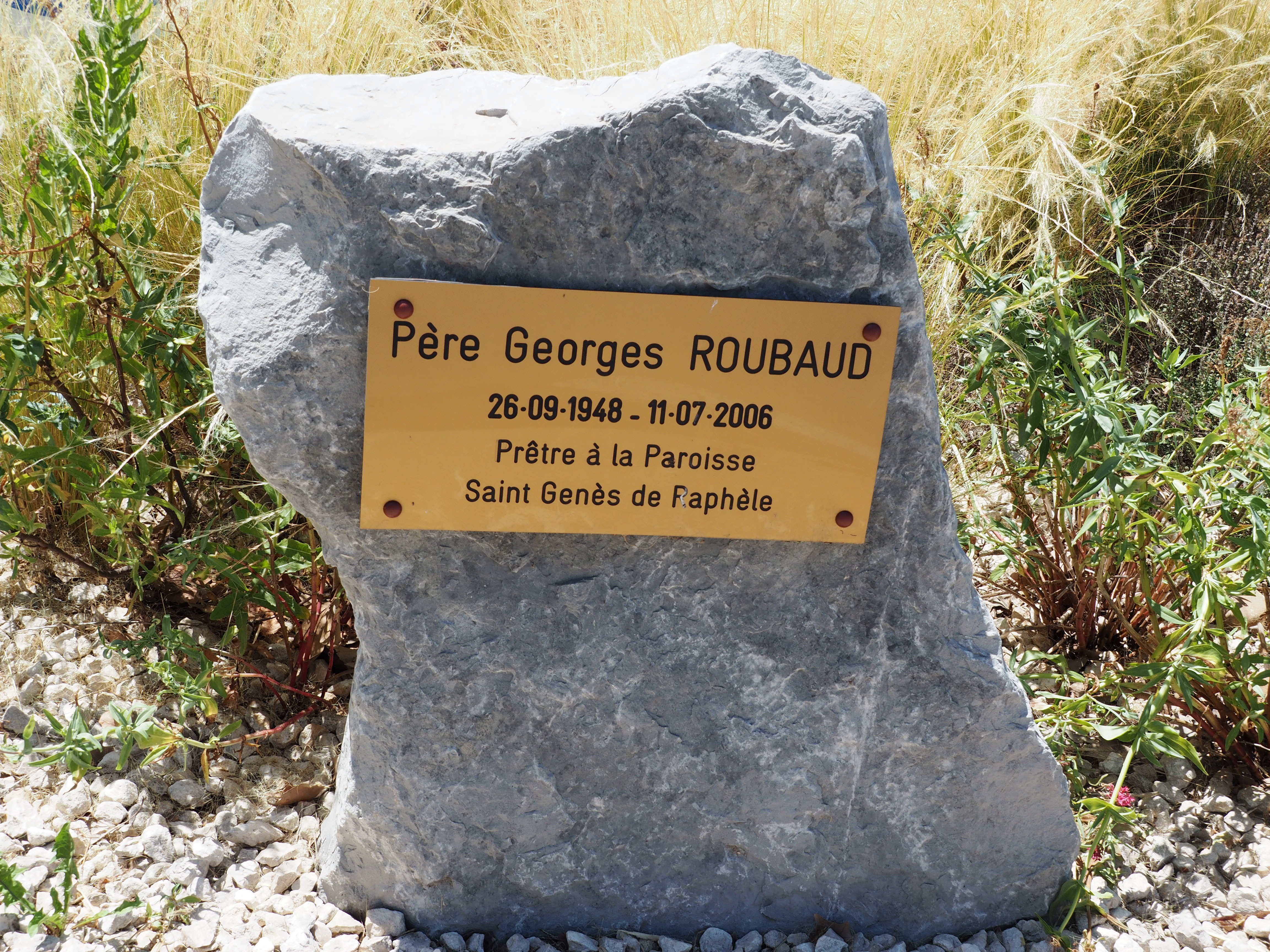
Stèle commémorative Georges Roubaud.
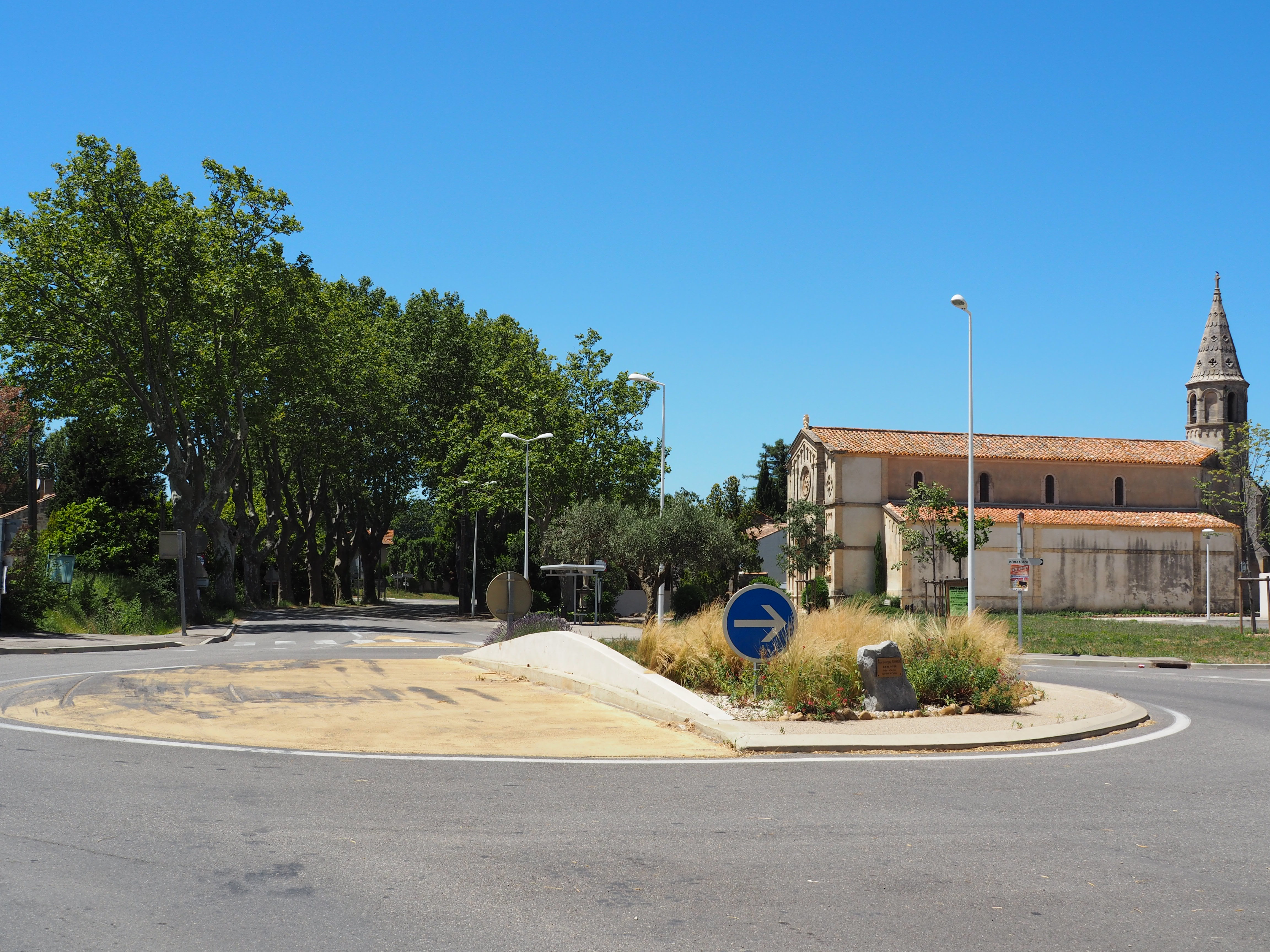
Église Saint-Genès au Rond-point Georges Roubaud.

L'église possède un orgue positif d'un clavier et pédalier et cinq jeux du facteur Alain Sals qui fut construit en 1990 et était entreposé dans l'église Saint-Julien - Saint-Antoine de Arles jusqu'en 2004. Propriété de l'école municipale de musique Georges Bizet, il a été installé en 2004 à la tribune de l'église Saint-Genès à l'occasion des 150 ans de sa consécration. Depuis, son titulaire Fabrice Corsand et ses adjoints font vivre cet instrument à travers l'accompagnement des offices qui ont lieu tous les samedis soir, et les concerts qu'ils donnent tout au long de l'année.

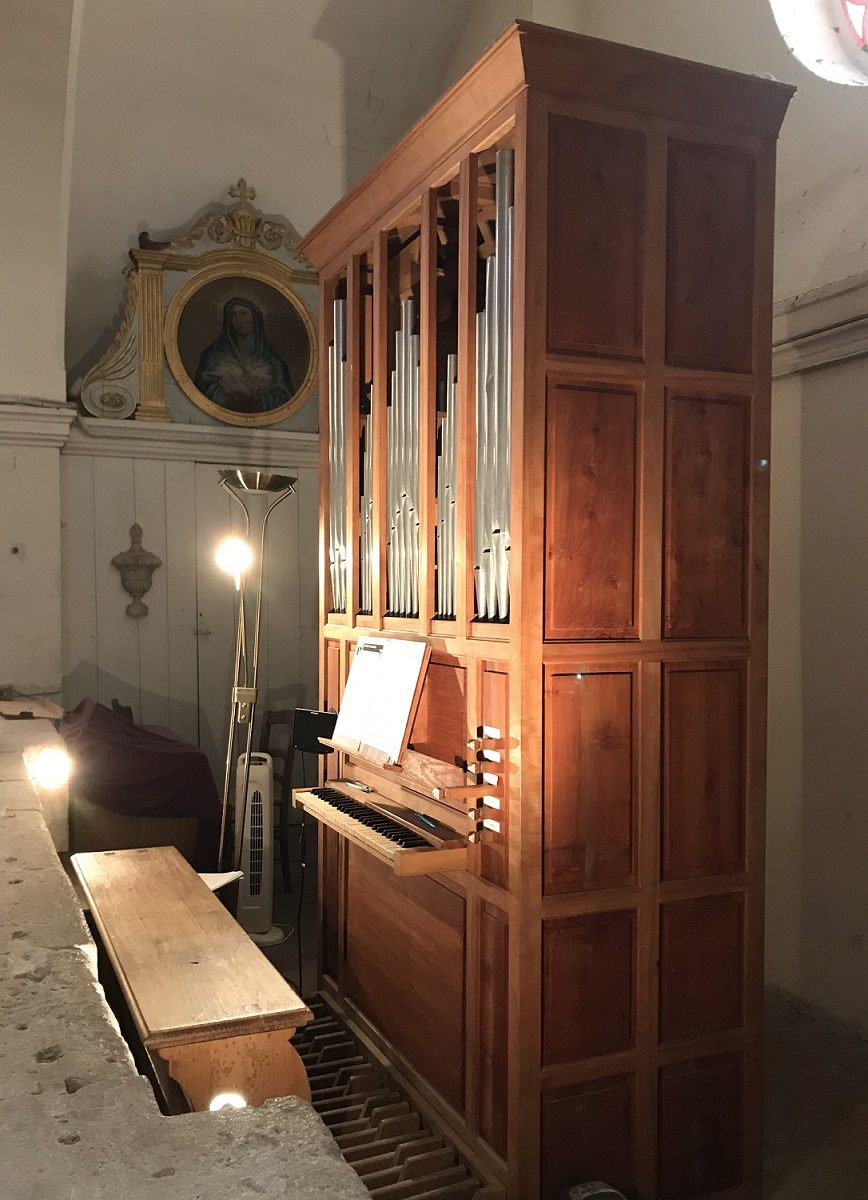
Orgue dans la tribune de l'église

Le monument aux morts est une sculpture commémorative  honorant les habitants de la commune tombés lors des conflits mondiaux. Il représente une figure allégorique de la Victoire aux côté d’un soldat au repos.

## Personnalités liées à la commune
- Marcel Petit (1920-2008), curé de la paroisse de 1948 à 1998, créateur des Éditions Culture Provençale et Méridionale (CPM) de Raphèles-les-Arles[4]
- Georges Roubaud (1948-2006), curé de la paroisse de 1998 à 2006, découvreur du Christ en bois polychrome au pagne bleu et blanc du XIVe siècle exposé au musée Réattu[5].

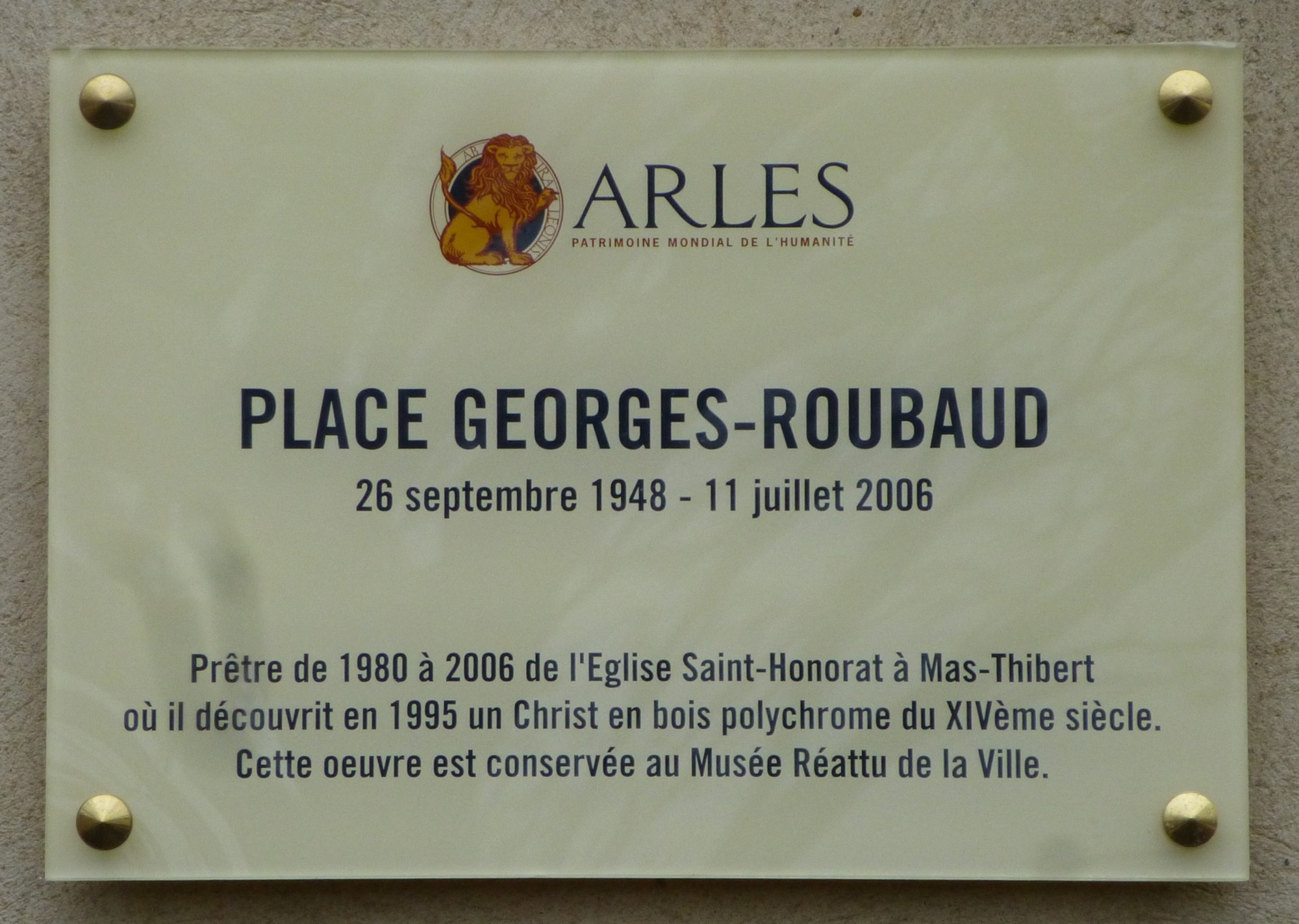
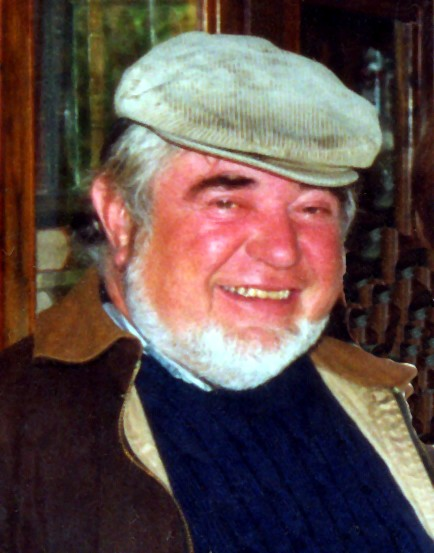

- Anne Marie David, gagnante du Grand Prix de l’Eurovision en 1973 pour le Luxembourg avec la chanson “Tu te reconnaîtras”

## Manifestations culturelles et festivités
La fête votive qui a lieu le dernier week-end complet de juin accueille beaucoup d'attrapaïres de la région. La traditionnelle Messe des bergers en provençal avec pastrage a été rétablie et est redite chaque année en janvier avec la participation des Maîtres bergers et leurs floucas et agneaux accompagnés des tambourinaires, chorale et organiste et de l'assistance en costumes provençaux. 
Après le défilé aux sons des galoubets et tambourins, la messe est chantée en provençal par la chorale accompagnée de l'organiste et des galoubets, l'agneau est élevé et présenté à l'assistance par le prêtre.
L'assemblée rejoint ensuite la mairie toujours aux sons des galoubets et tambourins.

### Pastrage annuel en janvier

Déroulement Pastrage
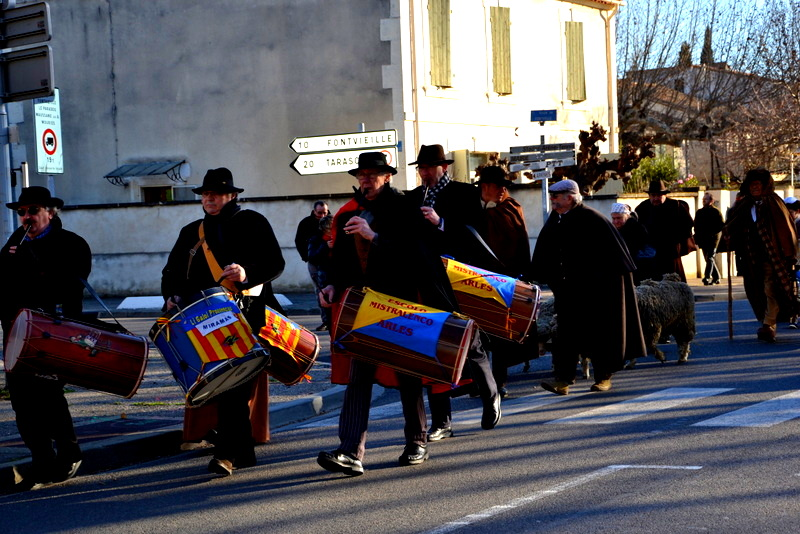
Arrivée des tambourinaires
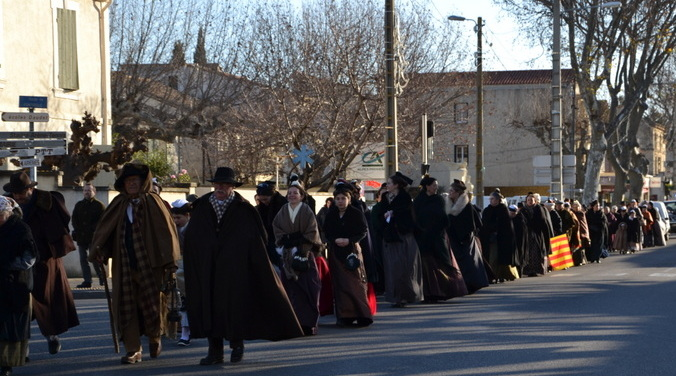
Suivent Bergers et Provençales
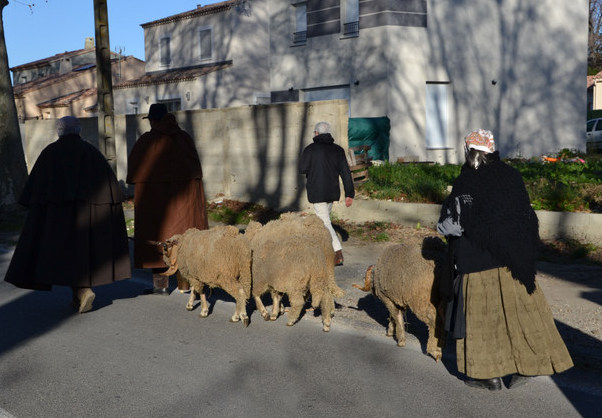
et des floucas
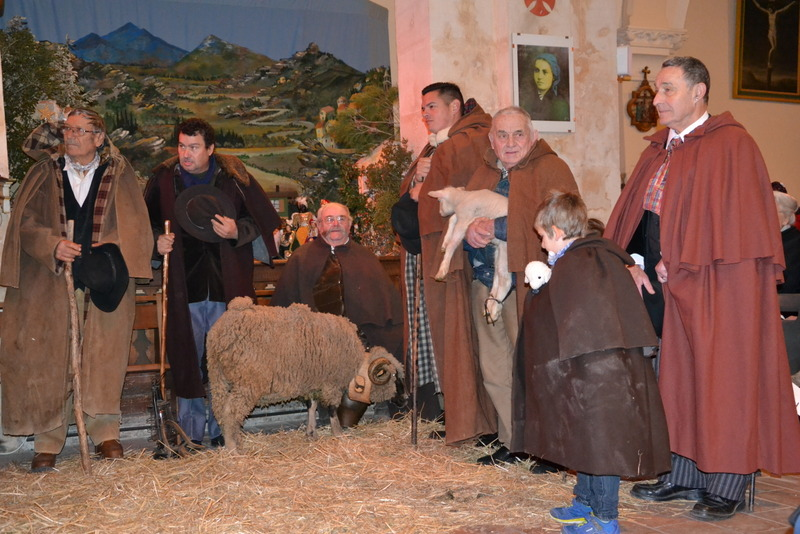
Messe des bergers
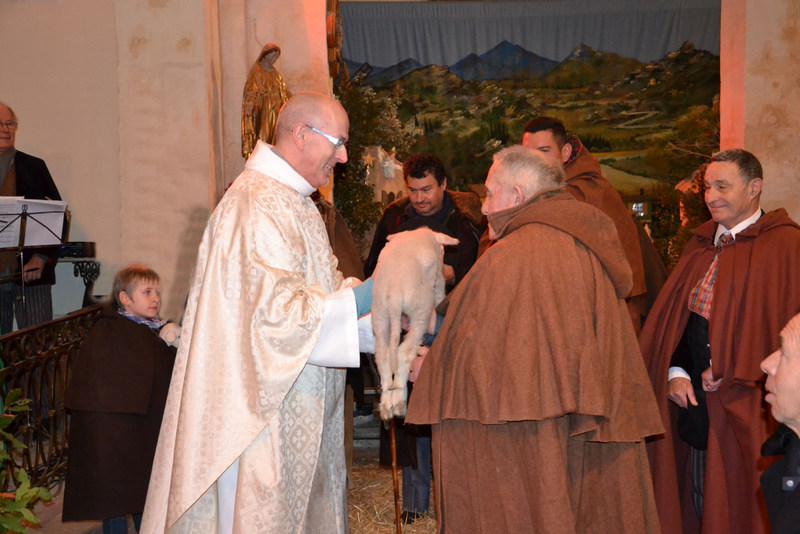
Présentation de l'agneau
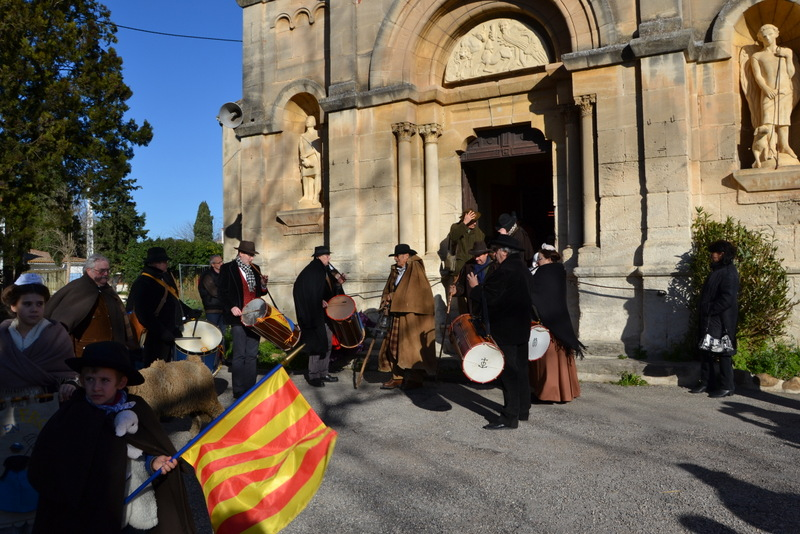
Sortie de la messe
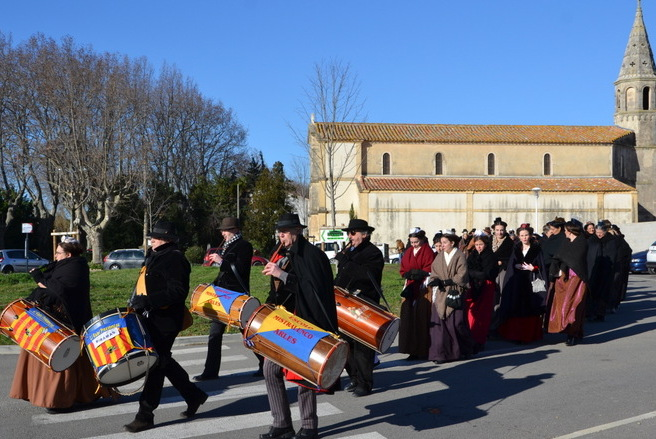
Départ vers la mairie